# Eugenia cervina
Eugenia cervina  es una especie de planta en la familia Myrtaceae. Es un árbol endémico de Guatemala y fue únicamente registrado en el departamento de Alta Verapaz. Crece en bosques húmedos tropicales a una altitud de 250 a 400 m s. n. m. y puede alcanzar una altura de 10 m.

## Taxonomía
Eugenia cervina fue descrita por Standl. & Steyerm. y publicado en Publications of the Field Museum of Natural History, Botanical Series 23(3): 128. 1944.
Etimología
Eugenia: nombre genérico otorgado en honor del  Príncipe Eugenio de Saboya.
cervina: epíteto latino que significa "de color ciervo, amarillo parduzco".